# Rearviewmirror (brano musicale)
Rearviewmirror è la traccia numero 8 di Vs., secondo disco dei Pearl Jam.

## Storia
La canzone è inoltre, la title track del greatest hits della band Rearviewmirror: Greatest Hits 1991-2003. Questa è anche una delle prime canzoni nella quale il cantante Eddie Vedder suona la chitarra ritmica, portando a tre il numero delle chitarre suonanti (come da questo momento in poi accadrà ancora più spesso nelle produzioni successive). Nell'aprile 1994 la band suonò il brano al Saturday Night Live per promuovere l'album.
Al termine della versione in studio della canzone, si può sentire il batterista Dave Abbruzzese gettare le sue bacchette contro il muro.
Eddie Vedder riguardo Rearviewmirror disse:

## Cover
Una versione acustica interpretata dai Frogs appare come lato B del singolo split con i Pearl Jam, Immortality.